# حشره‌خوار هون
 حشره‌خوار هون (نام علمی: Crocidura attila) نام یک گونه از سرده حشره‌خوارهای دندان‌سفید است.